# You Can’t Do That on Stage Anymore Vol. 2
A You Can't Do That on Stage Anymore Vol. 2 című dupla CD Frank Zappa koncertfelvételekből összeállított hatrészes CD-sorozatának második darabja. Alcíme The Helsinki Concert, és a sorozat többi darabjával szemben itt egyetlen felállás egyetlen, teljes koncertjét tartalmazza (részletesen lásd lejjebb).
A lemez programja és a zenészek összetétele nagyban hasonlít a Roxy & Elsewhere albumon hallhatóhoz. Zappának – ahogy a kísérőszövegben utal is rá – ez a felállás volt az egyik kedvence.

## A sorozatról
Frank Zappa fülszövege – kisebb eltérésektől eltekintve mind a hat CD füzetében ez olvasható:
ÁLTALÁNOS INFORMÁCIÓK
Ennek a sorozatnak az összeállítása több mint 20 évet vett igénybe. A gyűjtemény eddig meg nem jelent, (UTÓLAGOS KORREKCIÓT ABSZOLÚT NEM TARTALMAZÓ) élő anyagokból ad széles válogatást a legkorábbiaktól (kétsávos analóg) a legfrissebb, az 1988-as big-band turnén készült (48 sávos digitális) felvételekig.
Nagy figyelmet fordítottunk a lehető legjobb hangminőség biztosítására, és ugyan az eredeti Mothers of Invention korai felvételei “hi-fi”-nek éppen nem nevezhetők, azoknak a kedvéért illesztettük őket mégis ide, akik még mindig abban a hiszemben élnek, hogy az egyedüli “jó" felvételek ettől a zenekartól származnak. Néhány későbbi felállással való összehasonlítás végre pontot tehet ennek a különös fantazmagóriának a végére.
EZ AZ ÖSSZEÁLLÍTÁS NEM KRONOLOGIKUS.
Bármely év bármely zenekarának játéka összefolyhat (és gyakran össze is folyik) bármely másik év bármely másik zenekarának játékával – néha egy dal közepén.
A kiválasztott dalok válaszok lehetnek a következő hipotetikus kérdésekre:
1.  Ez-e a legjobb felvétele ENNEK A DALNAK - ETTŐL A ZENEKARTÓL?
2.  Van-e az előadásnak bármilyen “folklorisztikus” jelentősége?
3.  Ez az adott dal első felvétele-e?
4.  A darab egy rögtönzött alkalom egyszeri és megismételhetetlen felvétele-e?
5.  Van-e benne egy jó szóló?
6.  Ad-e “koncepciófolytonossági kulcsot” a teljes lemezgyűjteménnyel rendelkező keményvonalas rajongóknak?
7.  Segíti-e a dal az album stilisztikai felépülését kontraszt vagy feloldás révén?
8.  Van-e az előadásról film- vagy videó-felvétel?

Reméljük, a “YOU CAN’T DO THAT ON STAGE ANYMORE” elnyeri tetszését és adandó alkalommal időt tud szakítani a teljes kollekció mind a 13 órájának meghallgatására.
A “YOU CAN’T DO THAT ON STAGE ANYMORE” sorozatot a rajta játszó zenészeknek és az őket 25 éve elfogadó hallgatóságnak ajánlom.
Köszönöm.

## A lemezről
- Frank Zappa a csapatról a kísérőfüzetben:

A repertoár nagyjából azonos a Roxy albumon hallhatóval, bár a bonyolultabb darabok ultragyors tempói megmutatják, mi is történik ha egy zenekar már egy éve játssza a programot, és annyira kézre áll már nekik hogy akár bekötött szemmel is el tudnák játszani.
Ennek a csapatnak rendkívüli képességei voltak (és borzasztó turnéfelszerelése – mindig elromlott, zúgott és búgott). Ennek ellenére ez volt a közönség egyik kedvenc felállása, ezért aztán azok kedvéért aki bírták amit csináltak, most egy teljes koncertet mutatunk be, amiben mindenből van egy kicsi – például amit színpadon többet senki meg nem csinál.
- Az alcím ellenére ("Helsinki Concert") valójában két (talán három) helsinkiben rögzített koncert anyagából áll (a CD füzetében csak az 1974. szeptember 22. szerepel, valójában 23-án is volt koncert, 22-én pedig kettő); az album munkacíme "The Helsinki Tapes", azaz "A helsinki felvételek" lett volna, ami közelebb állt volna a valósághoz.
- Mark Pinske hangmérnök egy interjúban elmondja,[1] hogy annak ellenére, hogy Zappa külön kihangsúlyozta, hogy a You Can't Do That on Stage Anymore sorozat egyikén sem lesznek utólagos stúdiókorrekciók, a valóság az, hogy ezen a lemezen az eredeti dobos, Chester Thompson lábdobja helyett végig Chad Wackerman lábdobjának hangmintáját halljuk (ő volt Zappa dobosa a nyolcvanas években). A manipulációra valószínűleg hangminőség-romlás miatt volt szükség, a dobsávot ugyanis nem újrajátszották, hanem számítógéppel cserélték ki, így az – a hangzást kivéve – pontosan megegyezik az eredeti felvétellel.
- Ugyancsak 1974-ből, Helsinkiből származik a You Can’t Do That on Stage Anymore Vol. 4-en hallható Florentine Pogen (a lábdobok ott ugyancsak ki vannak cserélve).
- Az Inca Roads itteni szólója szerepel a szám One Size Fits All lemezen hallható változatában (a dal többi része szintén koncertfelvétel, de a Dub Room Special! CD-n hallható '74 augusztusi koncertről származik). Steve Vai erről ezt mondja egy interjúban:[2] "azt a szólót tényleg nagyon, nagyon szerettem. A One Size Fits All nagyon fontos lemez volt számomra, ezt a dalt pedig különösen szerettem. A borítón az állt, hogy a szám nagy részét egy Los Angeles-i tévéstúdióban vették föl, a szóló pedig egy Helsinki koncertről, Finnországból származik. Hallottam, hol volt a vágás, és azt gondoltam: "Ez hihetetlen!" Ahogy ezt a két elemet kombinálta, az egyik legklasszabb dolog volt amit életemben hallottam."
- A CD az 1988-as megjelenésekor is újdonságnak számított a Village Of The Sun hipergyors változata, illetve a 73-74-es időszakban rendszeresen játszott, de lemezen korábban soha meg nem jelent T'Mershi Duween című ütőscentrikus darab.
- A lemezen hallható egy legenda elindulása: A Montana elején a közönség egy tagja kiált fel Zappáékhoz és kéri hogy játsszák el a Whipping Post-ot (Greg Allman szerzeménye, Allman Brothers Band), de a zenekar a dalt (akkor még) nem ismerte. 1981-ben, Bobby Martin (énekes-billentyűs) csatlakozásakor kiderül, hogy a hangja is pont megfelelő, ráadásul ismeri is a dalt – így vált az a zappai repertoár részévé, rendszerint ráadásszámként, egészen 1988-ig.

## Az album számai

### Első lemez
1. Tush Tush Tush (A Token of My Extreme) – 2:48
2. Stinkfoot – 4:18
3. Inca Roads – 10:54
4. RDNZL – 8:43
5. Village of the Sun – 4:33
6. Echidna's Arf (Of You) – 3:30
7. Don't You Ever Wash That Thing? – 4:56
8. Pygmy Twylyte – 8:22
9. Room Service – 6:22
10. The Idiot Bastard Son – 2:39
11. Cheepnis – 4:29

### Második lemez
1. Approximate – 8:11
2. Dupree's Paradise – 23:59
3. Satumaa (Finnish Tango) (Mononen) – 3:51
4. T'Mershi Duween – 1:31
5. The Dog Breath Variations – 1:38
6. Uncle Meat – 2:28
7. Building a Girl – 1:00
8. Montana (Whipping Floss) – 10:15
9. Big Swifty – 2:17

## Zenészek
- Frank Zappa – szólógitár, ének
- Napoleon Murphy Brock – szaxofon, ének
- George Duke – billentyűsök, ének
- Ruth Underwood – ütőhangszerek, ének
- Tom Fowler – basszusgitár
- Chester Thompson – dobok

## Külső hivatkozások
- Szövegek és egyéb információk – az Information Is Not Knowledge honlapon
- A megjelenés részletei – a Zappa Patio honlapon
- a YCDTOSA akták – kritika a sorozat egyes darabjairól (magyarra fordítva)
- Chad Wackerman a Helsinki Concert-en?... – cikk a kicserélt dobsávokról (magyar fordítás, zappa.hu)